# Mediasia
Mediasia là chi thực vật có hoa trong họ Apiaceae.